# Patrick Ciorcilă
Patrick Ciorcilă (* 20. September 1996 in Cluj-Napoca) ist ein rumänischer Tennisspieler. Seit 2014 hat er an keinem Profi-Tennisturnier mehr teilgenommen und wird als inaktiv geführt.

## Karriere
Patrick Ciorcilă spielt hauptsächlich auf der ATP Challenger Tour und der ITF Future Tour.
Sein Debüt im Einzel auf der ATP World Tour gab er im April 2014 bei der BRD Năstase Țiriac Trophy, wo er jedoch bereits in der ersten Hauptrunde an Serhij Stachowskyj scheiterte.